# Csekély esély
A Csekély esély (eredeti cím: Long Shot) 2019-ben bemutatott amerikai romantikus filmvígjáték, melynek rendezője Jonathan Levine, forgatókönyvírója Dan Sterling és Liz Hannah. A főszerepeket Seth Rogen, Charlize Theron, O’Shea Jackson Jr., Andy Serkis, June Diane Raphael, Bob Odenkirk és Alexander Skarsgård alakítja.
A film világpremierjét a South by Southwest Filmfesztiválon tartották 2019. március 9-én, az Amerikai Egyesült Államokban pedig május 3-án mutatta be a Lions Gate Entertainment a mozikban. A magyarországi szinkronos premier június 20-án volt a Freeman Film jóvoltából. A film általánosságban pozitív értékeléseket kapott a kritikusoktól, dicsérve a Rogen és Theron közötti kémiát, azonban bevételi szempontból alulteljesített.

## Szereplők
| Szerep                                                                   | Színész             | Magyar hang         |
| ------------------------------------------------------------------------ | ------------------- | ------------------- |
| Fred Flarsky, munkanélküli újságíró                                      | Seth Rogen          | Zámbori Soma        |
| Charlotte Field, az Egyesült Államok külügyminisztere                    | Charlize Theron     | Létay Dóra          |
| Lance, Fred legjobb barátja                                              | O’Shea Jackson Jr.  | Barabás Kiss Zoltán |
| Parker Wembley, nemzetközi médiamogul                                    | Andy Serkis         | Pálfai Péter        |
| Maggie Millikin, Field egyik kulcsfontosságú munkatársa                  | June Diane Raphael  | Németh Borbála      |
| Chambers elnök, az Egyesült Államok elnöke és egykori televíziós színész | Bob Odenkirk        | Gyurity István      |
| James Steward, Kanada miniszterelnöke                                    | Alexander Skarsgård | Dányi Krisztián     |
| Tom, Field másik kulcsfontosságú munkatársa                              | Ravi Patel          | Elek Ferenc         |
| Flarsky főnöke                                                           | Randall Park        | Takátsy Péter       |
| M ügynök, Field testőre                                                  | Tristan D. Lalla    | Kapácsy Miklós      |
| Kishido miniszterelnök                                                   | James Saito         |                     |
| Katherine, Field szavazócsoportjának vezetője                            | Lisa Kudrow         | Nyírő Beáta         |

## A film készítése
Dan Sterling forgatókönyvíró, aki a 2010-es évek elején több tévéshow elkészítésében is részt vett, úgy döntött, szünetet tart ezen a területen, és forgatókönyvírói poszton folytatja tovább.
2017 februárjában jelentették be a projektet Rogen és Theron főszereplésével, valamint Jonathan Levine rendezésében. Állítólag Rogennek 15 millió dollárt fizettek. 2017 októberében O’Shea Jackson Jr. csatlakozott a szereplőkhöz. 2017 novemberében Diane Raphael, Ravi Patel, Andy Serkis, Alexander Skarsgård és Randall Park csatlakozott a színészgárdához, amikor Montréalban megkezdődött a forgatás.
A jeleneteket a kolumbiai Cartagenában, a Plaza de la Trinidadban forgatták 2018. január végén. 2019 januárjában bejelentették, hogy a filmet Flarsky-ról Long Shot-ra nevezték át.
Marco Beltrami és Miles Hankins alkották a film számlistáját, akik korábban már dolgoztak együtt a rendezővel a Három király tesó című filmben. A Lionsgate Records adta ki a filmzenéket.